# نبرد هافرس‌فیورد

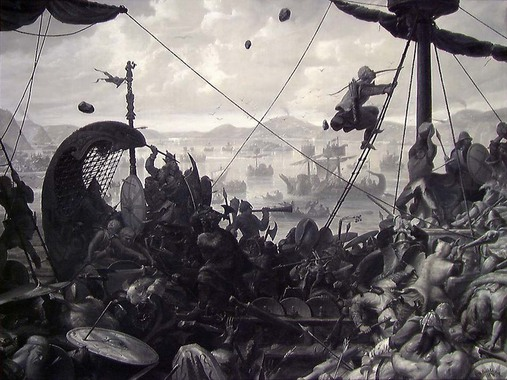
نقاشی «اوله پتر هانسن بالینگ» از نبرد هافرس‌فیورد

نبرد هافرس‌فیورد (به نروژی: Slaget i Hafrsfjord) یک نبرد دریایی بود که در جایی بین سال‌های ۸۷۲ تا ۹۰۰ میلادی در هافرس‌فیورد رخ داد و منجر به اتحاد نروژ، که بعدها به پادشاهی نروژ معروف شد، گردید. پس از این نبرد، هارالد یکم، فرمانده وایکینگ، خود را اولین پادشاه نروژ اعلام کرد و برای اولین بار چندین پادشاهی کوچک را تحت یک حکومت واحد متحد کرد.
پادشاه هارالد یکم، معروف به هارالد موی‌زیبا، در تاریخ نروژ به عنوان یکپارچه‌کننده کشور شناخته می‌شود. این اتحاد تاریخی، که با یادبود «شمشیرهای سنگی» در هافرس‌فیورد گرامی داشته شده، داستان کارزار هشت ساله‌ای است که در نهایت با نبرد بزرگ هافرس‌فیورد در حدود سال ۸۸۰ میلادی به پایان رسید.
هارالد، که به دنبال اتحاد همه پادشاهی‌های کوچک نروژ بود، در برابر شاهان مستقل وایکینگ ایستاد. این انگیزه او نه تنها به دلایل سیاسی و قدرت، بلکه به دلیل علاقه‌اش به گیودا، شاهزاده خانمی از هوردالاند، بود که شرط ازدواج با هارالد را حاکمیت او بر تمام نروژ قرار داده بود. هارالد عهد کرد تا زمانی که به این هدف نرسد، موهای خود را اصلاح یا شانه نخواهد کرد.
در نهایت، هارالد در نبرد هافرس‌فیورد توانست مخالفان خود را شکست دهد و به عنوان اولین پادشاه نروژ متحد شناخته شود. این نبرد، که در دریا و خشکی در نزدیکی استاوانگر امروزی رخ داد، به‌عنوان یکی از مهم‌ترین لحظات تاریخ نروژ شناخته می‌شود و با پیروزی هارالد، به دوران پراکندگی پادشاهی‌های کوچک پایان داد.
یادبود شمشیرهای سنگی، که در سال ۱۹۸۳ برپا شد، نمادی از این اتحاد و صلحی است که از آن به دست آمد. این یادبود شامل سه شمشیر بزرگ از جنس برنز است که در سنگ فرورفته‌اند. هر یک از شمشیرها نماینده یک ارزش است: شمشیر بزرگ‌تر نماد قدرت و اتحاد هارالد، شمشیر دوم نماد تسلیم شاهان شکست‌خورده و پایان جنگ‌های داخلی، و شمشیر سوم نماد صلح و ثبات حاصل از این اتحاد است.
هارالد پس از نبرد، سلطنت خود را گسترش داد و نروژ را به عنوان یک پادشاهی متحد بنیان نهاد. میراث او به عنوان «پدر نروژ» همچنان در فرهنگ و تاریخ نروژ باقی مانده است.

## اهمیت
اگرچه اکثر محققان امروزه اتحاد نروژ را به عنوان فرآیندی چند صد ساله می‌دانند تا نتیجه یک نبرد واحد، نبرد هافرسفیورد در تصور عمومی مردم نروژ جایگاه والایی دارد. این نبرد نتیجه اعلام پادشاه هارالد اول نروژ برای تبدیل شدن به تنها حاکم نروژ بود. این نبرد ممکن است بزرگ‌ترین نبرد در نروژ تا آن زمان و برای مدت قابل توجهی پس از آن بوده باشد.
پیش از این اعتقاد بر این بود که این نبرد رویداد تعیین‌کننده در اتحاد نروژ بوده است. بر اساس حماسه اسنوری، پادشاه هارالد بخش‌های بزرگی از جنوب شرقی نروژ را قبل از نبرد کنترل می‌کرد. اما منابع دیگر ادعا می‌کنند که بخش شرقی نروژ تحت سلطه پادشاه دانمارک بوده است. نبرد هافرسفیورد نشان دهنده شکست نهایی مخالفان از جنوب غربی نروژ (عمدتاً روگالاند، بلکه همچنین روسای منطقه سوگنفورد) است. این امر باعث شد تا پادشاه هارالد بتواند کشور را مطیع خود کند و از بخش بزرگی از آن مالیات جمع‌آوری کند. تاریخ‌نگاری بعدی او را اولین پادشاه مشروع نروژ می‌دانست. بسیاری از شکست خوردگانی که حاضر به تسلیم در برابر حکومت هارالد نشدند، به ایسلند مهاجرت کردند.

## گاهشماری

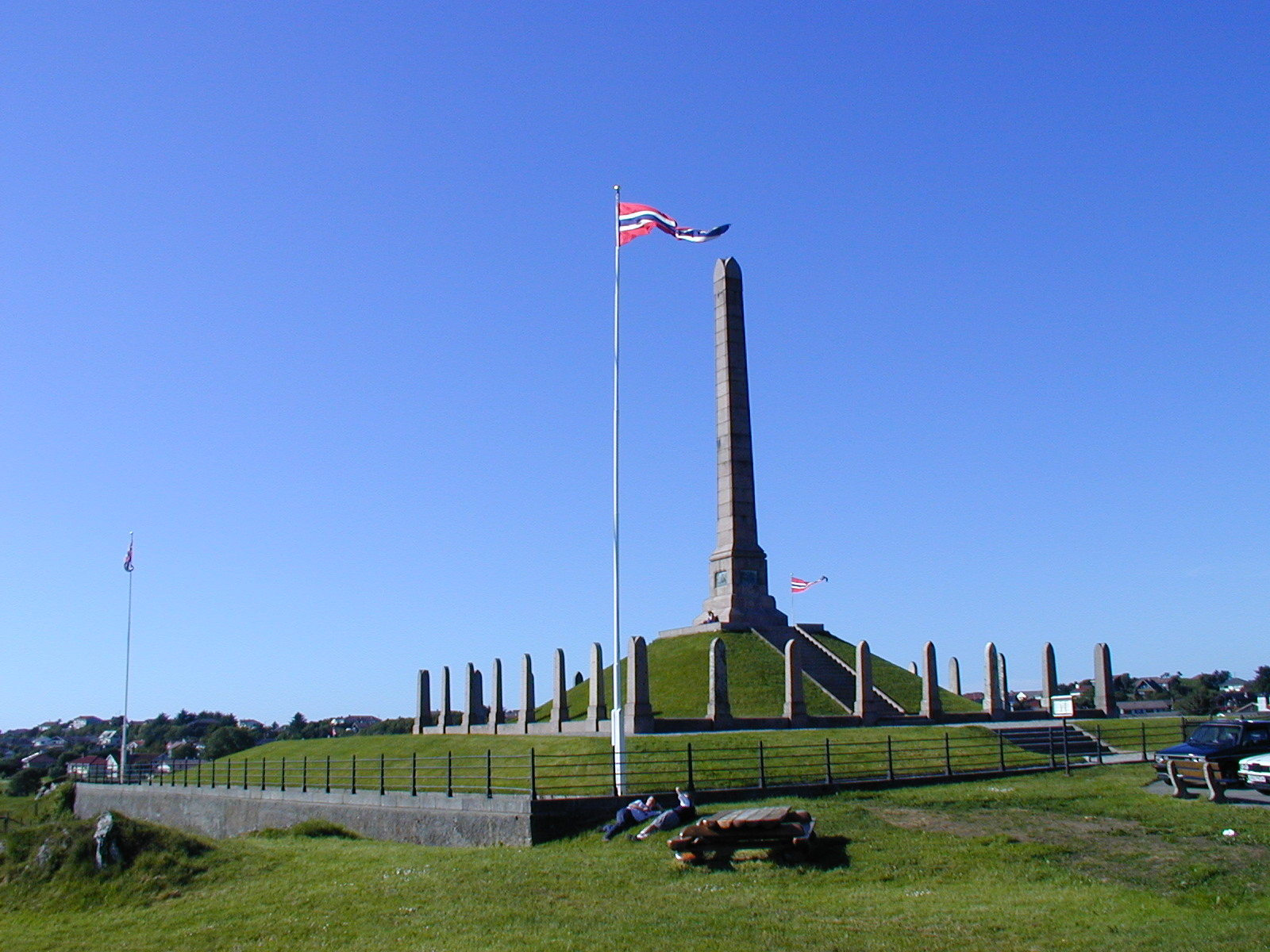
پایگاه نبرد هافرس‌فیورد

سال دقیق نبرد مشخص نیست، اما به‌طور کلی اعتقاد بر این است که بین سال‌های ۸۷۰ تا ۹۰۰ میلادی رخ داده است. این عدم قطعیت به دلیل کمبود منابع و تا حدودی به این دلیل است که تقویم مسیحی در آن زمان معرفی نشده بود. حماسه‌ها از قرارداد شمارش تعداد زمستان‌های گذشته از یک رویداد پیروی می‌کنند.
تاریخ سنتی این رویداد، سال ۸۷۲، تخمین قرن نوزدهم است. در دهه ۱۸۳۰، مورخ رودولف کیسر تعداد سال‌ها را از نبرد اسولد که در هیمسکرینگلا اسنوری استورلوسون ثبت شده است، به عقب شمارش کرد و تاریخ نبرد را به ۸۷۲ رساند. گاهشماری کیسر توسط آثار مورخ پی.ای. مونک رواج یافت و از آنجایی که هنوز به چالش کشیده نشده بود، این سال برای جشن هزاره اتحاد دولت نروژ در سال ۱۸۷۲ انتخاب شد.
در دهه ۱۹۲۰، مورخ هالودان کوت با استفاده از روش‌های مشابه کیسر اما بسیار انتقادی نسبت به اعتبار حماسه‌ها، تاریخ نبرد را حدود ۹۰۰ تعیین کرد. برای پنجاه سال بعد، این گاهشماری توسط اکثر محققان به عنوان محتمل‌ترین تاریخ در نظر گرفته شد. در دهه ۱۹۷۰، مورخ ایسلندی اولافیا اینارسدوتیر به این نتیجه رسید که نبرد در جایی بین ۸۷۰ تا ۸۷۵ رخ داده است. با این حال، هنوز مورد بحث است، اکثر محققان موافق هستند که نبرد در طول دهه ۸۸۰ رخ داده است.